# Oltenița
Oltenița (pronunciación: [olˈtenit͡sa]) es una ciudad con estatus de municipiu rumana perteneciente al județ de Călărași.
En 2011 tiene 24 822 habitantes, el 84,7% rumanos y el 5,63% gitanos.
La ciudad es famosa por ser el lugar de nacimiento de Ion Iliescu, primer presidente del país (1989-1996 y 2000-2004).
Se ubica a orillas del río Danubio junto a la localidad búlgara de Tutrakan.